# ليون سلطان
ليون سلطان (Léon Réne Sultan) محامي فرنسي ومؤسس الحزب الشيوعي المغربي.

## خلفية
وُلد في عائلة يهودية من قسنطينة الجزائرية عام 1905 وهو واحد من 8 أولاد. كان يحمل الجنسية الفرنسية بحكم قانون كريمييه الذي أعطى الجنسية الفرنسية لكل يهود الجزائر. كان والد ليون سلطان يعمل في المرافق العسكرية في قسنطينة.

## تعليم ومهنة
التحق بكلية الحقوق في مدينة الجزائر ودرس القانون، ثم عمل محاميا من 1925 إلى 1929 في مكتبه في قسنطينة. انتقل عام 1929 إلى الدار البيضاء المغربية حيث التقى بشباب اشتراكيين واختلط مع المسلمين واليهود، وكان يتحدث اللغتين العربية والفرنسية بطلاقة.
أقالته الحكومة الفرنسية الفيشية المعادية لليهود من نقابة المحامين.

## الشيوعية
شرعت حكومة الجبهة الشعبية الفرنسية التجمعات الشيوعية، فأسس فرع للحزب الشيوعي الفرنسي في المغرب ومقره الدار البيضاء، واضطلع ليون سلطان بهمام الأمين العام. لم يكن الفرع كبيرا ولم يشارك فيه إلا المثقفون في الأغلب. نشر ليون سلطان مقالات في جريدة «كلارتي» (Clarté الوضوح) الأسبوعية التي نشرتها المجموعة.
حظر الحزب الشيوعي الفرنسي والفرع المغربي عام 1939 وذلك لدعمه الاتفاق الألماني السوفيتي.
عادت الحركة الشيوعية في المغرب علنا عام 1943 واضطلع ليون سلطان بدور أول أمين عام للحزب الشيوعي في المغرب.
مات فبراير 1945، وتولى علي يعته قيادة الحزب.